# Pacé (Orne)
Pacé és un municipi francès situat al departament de l'Orne i a la regió de Normandia. L'any 2007 tenia 377 habitants.

## Demografia

### Població
El 2007 la població de fet de Pacé era de 377 persones. Hi havia 142 famílies de les quals 32 eren unipersonals (16 homes vivint sols i 16 dones vivint soles), 47 parelles sense fills, 55 parelles amb fills i 8 famílies monoparentals amb fills.
La població ha evolucionat segons el següent gràfic:
Habitants censats

### Habitatges
El 2007 hi havia 156 habitatges, 144 eren l'habitatge principal de la família, 5 eren segones residències i 8 estaven desocupats. 152 eren cases i 4 eren apartaments. Dels 144 habitatges principals, 116 estaven ocupats pels seus propietaris, 27 estaven llogats i ocupats pels llogaters i 1 estava cedit a títol gratuït; 1 tenia una cambra, 7 en tenien dues, 16 en tenien tres, 31 en tenien quatre i 88 en tenien cinc o més. 120 habitatges disposaven pel capbaix d'una plaça de pàrquing. A 51 habitatges hi havia un automòbil i a 83 n'hi havia dos o més.

### Piràmide de població
La piràmide de població per edats i sexe el 2009 era:
| Homes | Edats   | Dones |
| ----- | ------- | ----- |
| 4     | 95 o +  | 0     |
| 0     | 90 a 94 | 0     |
| 4     | 85 a 89 | 4     |
| 4     | 80 a 84 | 4     |
| 8     | 75 a 79 | 4     |
| 8     | 70 a 74 | 4     |
| 0     | 65 a 69 | 12    |
| 0     | 60 a 64 | 0     |
| 4     | 55 a 59 | 0     |
| 12    | 50 a 54 | 20    |
| 36    | 45 a 49 | 12    |
| 0     | 40 a 44 | 20    |
| 12    | 35 a 39 | 12    |
| 4     | 30 a 34 | 8     |
| 8     | 25 a 29 | 4     |
| 4     | 20 a 24 | 16    |
| 16    | 15 a 19 | 20    |
| 8     | 10 a 14 | 20    |
| 12    | 5 a 9   | 4     |
| 4     | 0 a 4   | 8     |

## Economia
El 2007 la població en edat de treballar era de 260 persones, 187 eren actives i 73 eren inactives. De les 187 persones actives 180 estaven ocupades (96 homes i 84 dones) i 7 estaven aturades (4 homes i 3 dones). De les 73 persones inactives 31 estaven jubilades, 29 estaven estudiant i 13 estaven classificades com a «altres inactius».

### Ingressos
El 2009 a Pacé hi havia 148 unitats fiscals que integraven 393,5 persones, la mediana anual d'ingressos fiscals per persona era de 17.405 €.

### Activitats econòmiques
Dels 12 establiments que hi havia el 2007, 1 era d'una empresa extractiva, 1 d'una empresa alimentària, 4 d'empreses de construcció, 1 d'una empresa de comerç i reparació d'automòbils, 1 d'una empresa de transport, 2 d'empreses d'hostatgeria i restauració i 2 d'empreses classificades com a «altres activitats de serveis».
Dels 5 establiments de servei als particulars que hi havia el 2009, 1 era una fusteria, 1 lampisteria, 1 electricista i 2 restaurants.
L'any 2000 a Pacé hi havia 12 explotacions agrícoles que ocupaven un total de 413 hectàrees.

## Poblacions més properes
El següent diagrama mostra les poblacions més properes.